# Thoiria
Thoiria là một xã trong vùng hành chính Franche-Comté, thuộc tỉnh Jura, quận Lons-le-Saunier, tổng Clairvaux-les-Lacs. Tọa độ địa lý của xã là 46° 32' vĩ độ bắc, 05° 44' kinh độ đông. Thoiria nằm trên độ cao trung bình là 570 mét trên mực nước biển, có điểm thấp nhất là 430 mét và điểm cao nhất là 878 mét. Xã có diện tích 12.24 km², dân số vào thời điểm 1999 là 150 người; mật độ dân số là 12 người/km².

## Thông tin nhân khẩu
| 1962 | 1968 | 1975 | 1982 | 1990 | 1999 |
| ---- | ---- | ---- | ---- | ---- | ---- |
| 146  | 158  | 156  | 130  | 148  | 150  |